# Archipel des Mille-Îles

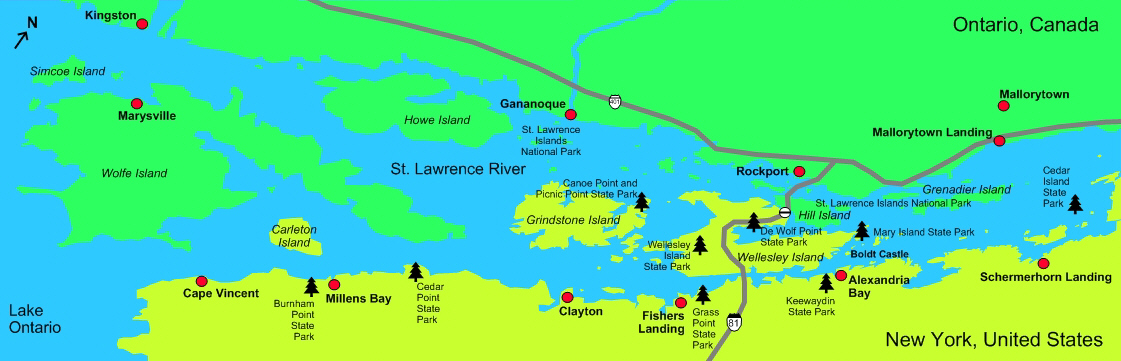
Carte de l'archipel des Mille-Îles.

Ne doit pas être confondu avec Rivière des Mille Îles.
Pour les articles homonymes, voir Mille.
L'archipel des Mille-Îles (en anglais Thousand Islands) est un ensemble d'îles situées dans le fleuve Saint-Laurent, là où ce dernier émerge du coin nord-est du lac Ontario. Elles matérialisent la frontière entre le Canada et les États-Unis.

## Présentation
Les îles se répartissent sur une distance d'environ 80 kilomètres en aval de Kingston en Ontario. Les îles canadiennes font partie de la province de l'Ontario, et les îles américaines de l'État de New York.
On compte en tout 1 865 îles ; certaines ont plus de 100 km2 de superficie alors que d'autres sont minuscules et n'abritent que des oiseaux de mer migrateurs. Le nombre d'îles a été déterminé en fonction du critère affirmant que n'importe quelle île doit être au-dessus du niveau de l'eau pendant 365 jours par an, qu'elle doit abriter au moins deux arbres ou arbustes et faire au minimum 0,5 m2.
Quelques-unes des Mille-Îles qui s'égrènent dans les méandres du fleuve Saint-Laurent sont loties de cabanes ou de résidences d'été, accessibles en bateau ou par des ponts. Celles proches des rives peuvent être occupées par des hôtels. La conduite de véhicules y est désormais contrôlée.

## Galerie

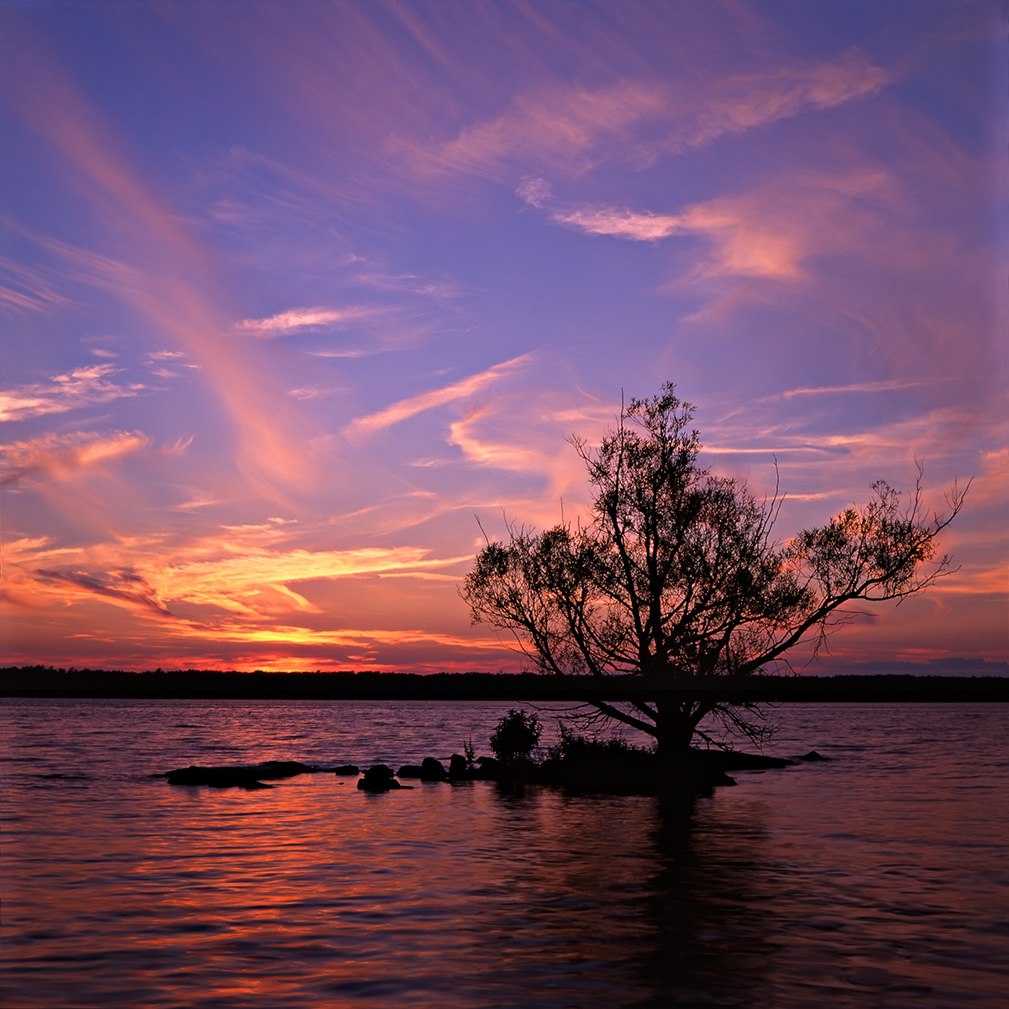
Un coucher du soleil derrière une des plus petites îles.
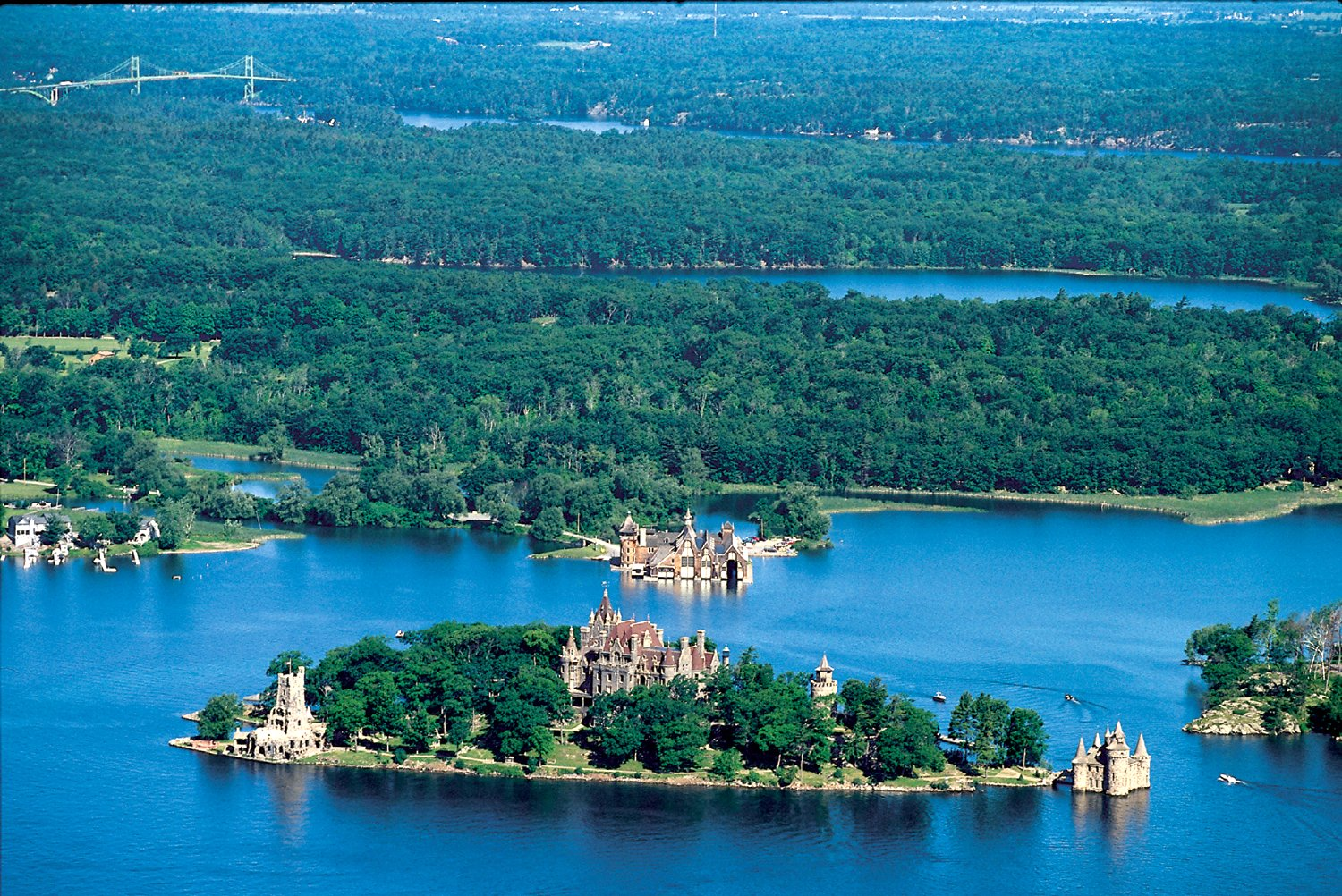
Vue aérienne du château de Boldt et de certaines des Mille-Îles.
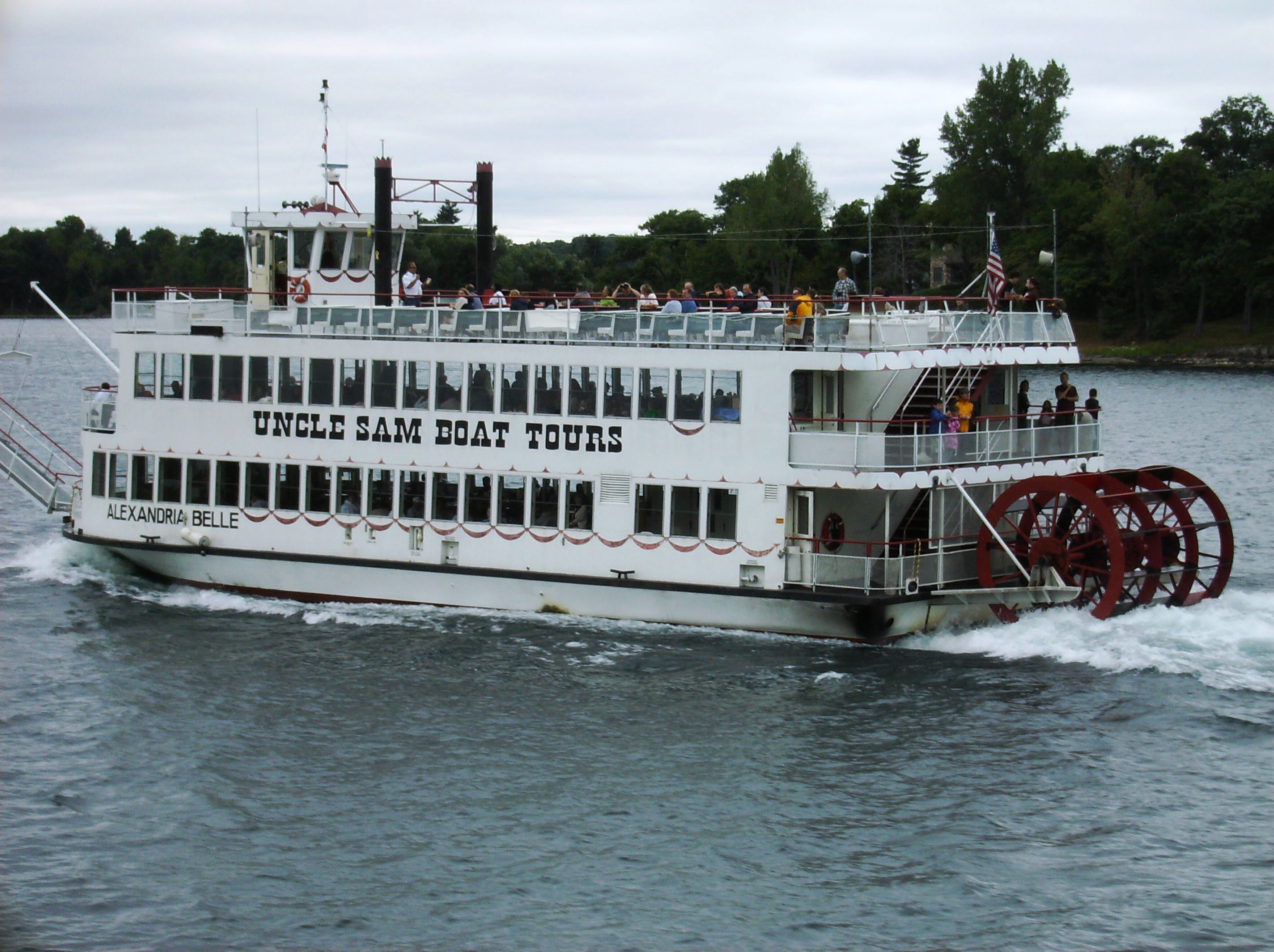
Bateau touristique type steamer sur les Mille-Îles.

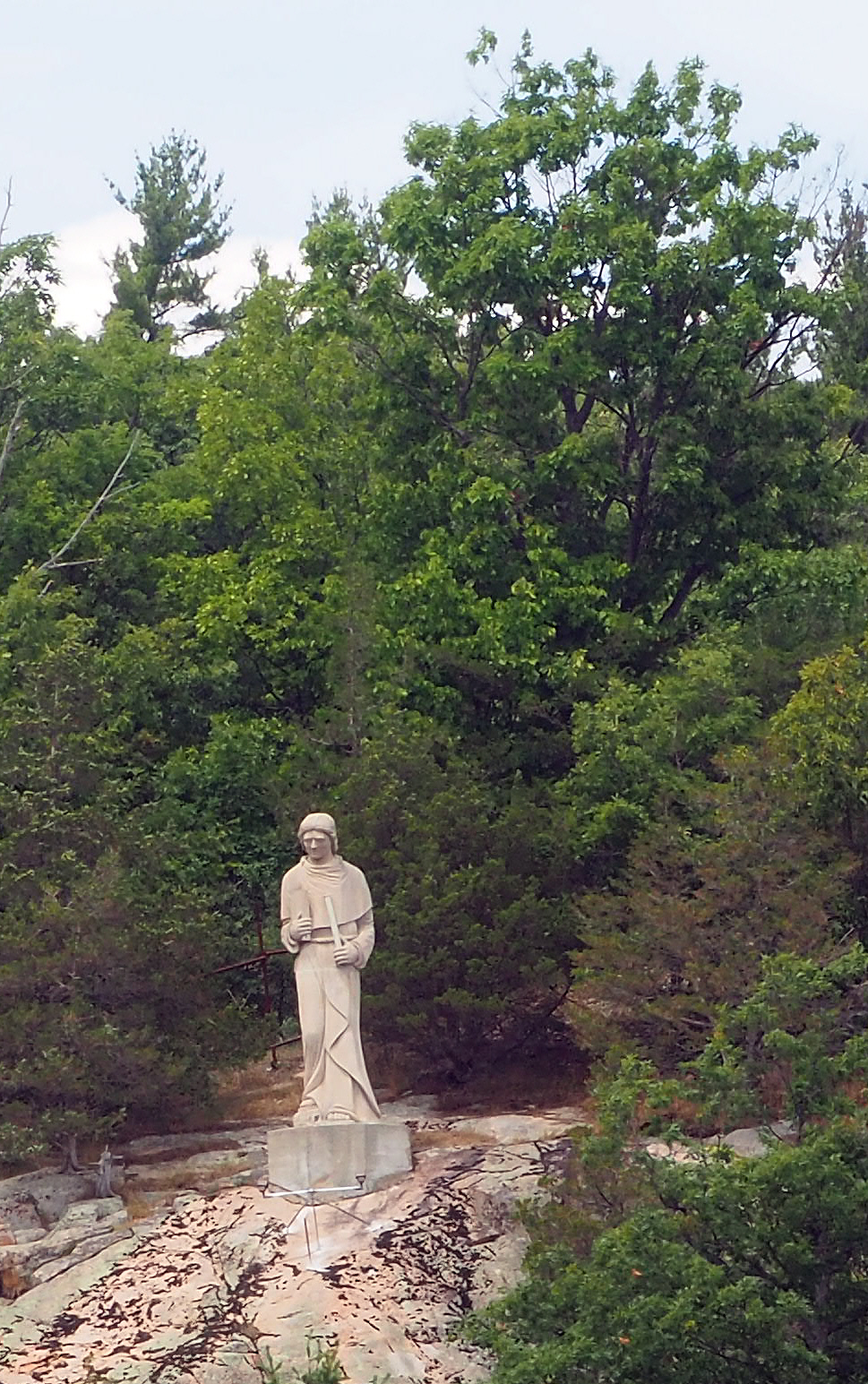
Statue de saint Laurent sur le fleuve Saint-Laurent, région des Mille-Isles (Ontario et New York). Sculptée par James Smith des Campbell Monuments Limited de Belleville, cette statue de 20 pieds de hauteur pèse 16 tonnes et est taillée dans de la pierre calcaire de l'Indiana.

Panorama d'un coucher de soleil avec un arc‑en‑ciel complet pris à l'ancre au milieu d'une baie.

Panorama depuis le sommet de la 1000 Islands Tower dans l'archipel des Mille-Îles. Juillet 2015.